# Anne Westfall
Anne Westfall es una programadora de videojuegos y desarrolladora de software estadounidense, conocida por Archon: The Light and the Dark, de 1983, escrito originalmente para los ordenadores Atari de 8 bits. Westfall y su cónyuge, el también desarrollador de videojuegos Jon Freeman, fundaron juntos Free Fall Associates.

## Trayectoria
Westfall empezó a programar ordenadores a los 30 años. Antes de dedicarse a la industria de los videojuegos, trabajó como programadora para la empresa de ingeniería civil Morton Technology, donde desarrolló el primer programa basado en microordenadores diseñado para ayudar a estructurar subdivisiones.
En 1981, Westfall y su marido, Jon Freeman, abandonaron Epyx, la empresa desarrolladora y editora de videojuegos que su marido había cofundado sólo tres años antes. Westfall citó el deseo de aprender lenguaje ensamblador y trabajar en el Atari 800 como una de las razones de su marcha de Epyx.
Junto con el diseñador de juegos Paul Reiche III, fundaron Free Fall Associates, la primera desarrolladora independiente contratada por Electronic Arts para crear juegos de ordenador libres de la política existente en la ahora mayor Epyx. Junto con Jon y Reiche, ayudó a desarrollar los dos galardonados y aclamados juegos Archon y Archon II, encargándose de la mayor parte del trabajo de programación.
Durante seis años, Westfall formó parte de la junta directiva de la Conferencia de Desarrolladores de Juegos de ordenador.

## Personal
Westfall conoció a Jon en la West Coast Computer Faire de 1980 mientras mostraba el programa de topografía que había escrito para el TRS-80. Su stand estaba al lado del de Automated Simulations -más tarde Epyx-, donde trabajaba Jon. Tras salir juntos durante unos seis meses, Freeman convenció a Westfall para que se mudara a su empresa.